# Notonicea
Notonicea is een geslacht van kevers uit de familie bladkevers (Chrysomelidae).
De wetenschappelijke naam van het geslacht werd in 1949 gepubliceerd door Hincks.

## Soorten
- Notonicea basalis (Jacoby, 1886)
- Notonicea bella (Baly, 1865)
- Notonicea bennigseni (Weise, 1903)
- Notonicea dimidiatipennis (Baly, 1865)
- Notonicea diversipes (Weise, 1903)
- Notonicea imperialis (Baly, 1865)
- Notonicea pulchella (Baly, 1886)